# HMS Battleaxe (F89)
HMS Battleaxe (F89) fue una fragata Tipo 22 de la Marina Real británica. Fue puesta en gradas en febrero de 1975, botada en junio de 1975 y asignada en 1980. Fue vendida a la Marina de Brasil en 1997 y renombrada Rademaker (F49).

## Construcción
La Battleaxe fue ordenada el 4 de septiembre de 1975 e iniciada el 4 de febrero de 1976 en Yarrow. Fue botada el 18 de mayo de 1977 y finalmente entregada el 28 de marzo de 1980.

## Historia operacional

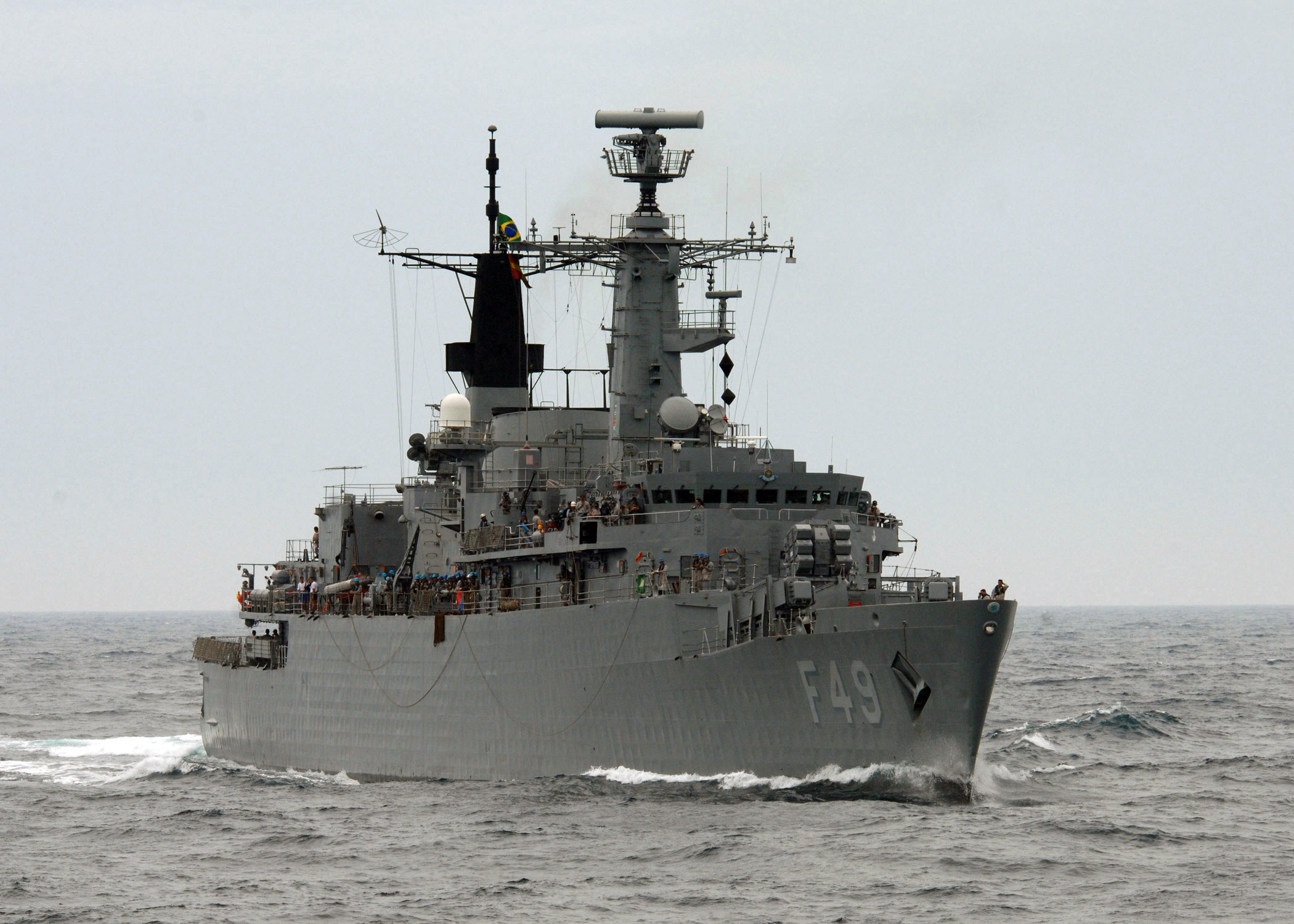
BNS Rademaker, ex-HMS Battleaxe

La Rademaker estuvo involucrada en un incidente el 29 de noviembre de 2004 durante el ejercicio naval Fraterno con buques de la Armada Argentina. Mientras realizaba prácticas de artillería contra drones de blancos, un mal funcionamiento del sistema de armas automáticas del destructor argentino ARA Sarandi  provocó que disparara contra la Rademaker; cuatro tripulantes brasileños resultaron heridos junto con un observador naval argentino. El barco sufrió daños moderados.
También en 2004, la Rademaker se desplegó en Puerto Príncipe, como parte de la Misión de Estabilización de las Naciones Unidas en Haití.
En abril de 2017, la Rademaker estuvo involucrada en la búsqueda del granelero Stellar Daisy después de que desapareció en el Atlántico.
Rademaker se unió a los esfuerzos internacionales para localizar al submarino argentinoARA San Juan , que se hundió en noviembre de 2017.

## En ficción
HMS Battleaxe apareció en la novela de Tom Clancy Red Storm Rising.